# Benkő Sámuel (orvos)
Benkő Sámuel (Kisbacon, 1743 – Miskolc, 1825. április 25.) orvos, várostörténész.

## Élete
Középiskoláit Erdélyben, orvosi tanulmányait Nagyszombatban és Budán végezte, majd Németországban és Hollandiában járt egyetemre. 1775-ben Leidenben bölcselettudori, 1778-ban pedig Budán orvostudori oklevelet nyert. Azután Miskolcon telepedett le és Borsod vármegye főorvosa lett; később a katolikus hitre tért át.
Tevékenysége úttörőnek számít az orvosi helyrajzírás és az orvosmeteorológiai megfigyelések meghonosításában egyaránt. Ő volt az első magyar tudományos kórboncnok. Foglalkozott állambölcseleti irodalommal is. Ő írta az egyik első várostörténeti művet is (Miskolc város történeti-orvosi helyrajza, 1782).
Miskolc közgyűlése 2004-ben megalapította emlékére a Benkő Sámuel-díjat, amely „évente egy-egy, az egészségügyi és a szociális ágazatban, több éven át kiemelkedő teljesítményt nyújtó szakembernek adományozható. A díj 100-100 ezer Ft pénzjutalom, plakett és oklevél.”

## Munkái
- Tentamen protogaeae… Lugd. Bat., 1775.
- Tentamen inaug. medica de insomniis. Budae, 1778.
- Tentamen aquae acidulis Rankensis. Cassoviae, 1778.
- A hójagos himlőről való tanácsadás. Uo. 1781.
- Topographia oppidi Miskolcz historico-medica. Uo. 1782. (2. kiadás. Miskolcz, 1818. Ism. Tud. Gyűjt. 1819. l.)
- Problema chirurgicum. qualisnam potest esse animi pathematum in morbos chirurgicos influxus. Posonii et Cassoviae, 1783.
- Novu febris scarlatinae genus… Pest, 1784. (Magyarra fordította Rácz Sámuel. Uo. 1784.)
- Tentamen philopatriae in monarchiis et aristocratiis promovendae philosophicum. Vindobonae, 1787. (Ezen munkájáért II. József császártól jutalmat nyert, a mantuai tudományos királyi akadémia a munkát megdicsérte.)
- A fekete epés mértékletnek… leirása. Pest, 1791. (Grant angol munkájának fordítása.)
- Ephemerides meteorologico-medicae annorum 1780–1793. Vindobonae, 1794. Öt kötet. (Ugyanez németűl Eyerel József által. Uo. 1794.)
- Novae ephemerides… annorum 1794–1801. Uo. 1802.
- Ratio medendi arcanis mixta juxta synopsin nosologiae methodicae, Miskolczini, 1818.
- A bölcsnek életét, tetteit és tanácsadásait leirta. Uo. 1819.

A dijoni tudós társaságnak egyik orvostudományi jutalomkérdésére 1785. július 21. dicséretesen felelt és második oszt. jutalmat nyert, de a jutalmat ujabb pályakérdés feltételére hagyta. Értekezése: Determiner les signes auxquels dés le debut d'une fievre continue ou intermittente on reconnaitra, si elle sera maligne et ceux qui dans son cours indiqueront le moment ou elle sera sur le point de prendre un caractere de malignité. (Memoires de l'academie des sciences et belles lettres de Dijon.)